# Gazzetta Ufficiale della Turchia
La Gazzetta Ufficiale della Repubblica di Turchia (in turco T.C. Resmî Gazete) è l'unica gazzetta ufficiale della Turchia che pubblica la nuova normativa e gli avvisi ufficiali. È chiamata brevemente Resmî Gazete.

## Storia
É pubblicata dal 7 febbraio 1921, circa due anni prima della proclamazione della repubblica. I primi quindici numeri della gazzetta venivano pubblicati una volta alla settimana, i successivi tre numeri una volta ogni due settimane e i successivi tre numeri una volta alla settimana. La gazzetta non fu pubblicata dal 18 luglio 1921 al 10 settembre 1923 a causa della guerra d'indipendenza turca. Dal numero 763, divulgato il 17 dicembre 1927, viene ufficialmente pubblicata con il nome di Türkiye Cumhuriyeti Resmî Gazete. Dal 1º dicembre 1928 iniziò a essere stampata con il nuovo alfabeto turco basato sull'alfabeto latino.
Il suo contenuto comprende la legislazione (leggi, decisioni del Consiglio dei ministri, regolamenti, comunicati, ecc.), talune giurisprudenze e avvisi ufficiali, in particolare le nomine della pubblica amministrazione e i bandi di gara.
La Resmî Gazete è disponibile anche dal web. I numeri del 27 giugno 2000 erano disponibili online fino al 2011. Oggi tutti i numeri sono disponibili e i nuovi numeri sono pubblicati solamente online dal 2018.